# 毬藻えり
毬藻 えり（まりも えり、6月3日- ）は、日本の女優。元宝塚歌劇団星組トップ娘役。
東京都府中市出身。身長161cm。本名：鴫原薫（しぎはら かおる）。宝塚歌劇団時代の愛称は、本名から「シギ」。

## 来歴・人物
1981年3月、67期生として宝塚歌劇団に入団。入団時の成績は7番。同年『宝塚春の踊り』で初舞台を踏む。同期生には、女優の北原遥子（元娘役スター、日本航空123便墜落事故で死去）、黒木瞳（1982年 - 1985年まで月組トップ娘役）、涼風真世（1991年 - 1993年まで月組トップスター）、真矢みき（1995年 - 1998年まで花組トップスター）、演劇プロデューサー、活弁士、日本舞踊講師の幸風イレネ（現在のイレネ飯田）、梨花ますみがいる。峰さを理のトップ時代には、新進娘役として新人公演やバウホールのヒロインを多数経験した。
1989年、南風まいの退団後日向薫の相手役として星組トップ娘役に就任。中日公演の『戦争と平和』ヒロイン・ナターシャを経て、大劇場公演『春の踊り/ディガ・ディガ・ドゥ』でお披露目。1991年の『紫禁城の落日』を最後に、日向と共に退団。2番手娘役時代には紫苑ゆうと組み、娘役トップに就任してからは、長身の日向に似合う娘役を演じた。
退団後は芸能界に転じ、主に舞台を中心に活躍。中でも松平健主演の舞台公演で、過去多数の出演回数を持つ。近年は結婚および出産・育児などあり活動をセーブしている。

## 宝塚歌劇団時代の主な舞台[2]
新人公演ヒロイン
- 『アルジェの男』(1983年) 本役：姿晴香
- 『我が愛は山の彼方に』(1984年) 本役：湖条れいか
- 『哀しみのコルドバ』(1985年) 本役：湖条れいか
- 『西海に花散れど』(1985年) 本役：南風まい
- 『レビュー交響曲』(1986年) 本役：南風まい
- 『紫子』(1987年) 本役：南風まい

バウホールヒロイン
- 『パペット・午前0時の人形たち』(1986年)
- 『蒼いくちづけ・ドラキュラ伯爵の恋』(1987年)

二番手娘役時代
- 『炎のボレロ/Too Hot!』(1988年)
- 『戦争と平和』(1988年)

星組トップ娘役時代
- 『戦争と平和』＜中日公演＞(1989年)
- 『春の踊り・恋の花歌舞伎/ディガ・ディガ・ドゥ』(1989年)
- 『ベルサイユのばら－フェルゼンとマリー・アントワネット編－』(1989年)
- 『シチリアの風』(1989年)＜バウホール公演＞
- 『メイフラワー/宝塚レビュー'90』(1990年)
- 『アポロンの迷宮/ジーザス・ディアマンテ〜夢の王の夢〜』(1990年)
- 『パル・ジョーイ』(1991年)＜バウホール公演＞
- 『恋人たちの肖像/ナルシス・ノアール』(1991年)
- 『紫禁城の落日』(1991年)

## 宝塚歌劇団退団後の活動

### 舞台
- 「スカーレット」（1996年、帝国劇場） - アン・ハンプトン
- 「クレオパトラ」（1997年、日生劇場）
- 「晶子曼陀羅」（1998年、帝国劇場）
- 「サウンド・オブ・ミュージック」（1998年、日生劇場）

### ラジオドラマ
- 青春アドベンチャー「アナスタシア・シンドローム」（マーガレット・カルー）
- 青春アドベンチャー「アリアドニの遁走曲」（クレア）
- 青春アドベンチャー「バイオレンス・ジャック」（ユリ／スラムクィーン）
- 青春アドベンチャー「秘密の友人」（アガサ）
- 青春アドベンチャー「盗まれた街」（ベッキー）
- 青春アドベンチャー「優しすぎて、怖い」（ジェーン）
- 青春アドベンチャー「ランドオーヴァーPART2『魔術師の大失敗』」（ナレーション）

### テレビドラマ[3]
- 暴れん坊将軍VI 第4話「吉宗、まさかの新妻道中」（1994年、テレビ朝日・東映） 幸姫役
- 荒木又右衛門 伊賀の決闘（1997年9月10日、フジテレビ） みね役